# دوغ هارينجتون
دوغ هارينجتون (بالإنجليزية: Doug Harrington)‏ هو موسيقي أمريكي، ولد في 1 أكتوبر 1966، وتوفي في 2006 بسبب سرطان.

## وصلات خارجية
- الموقع الرسمي